# Echinocoryne subulata
Echinocoryne subulata là một loài thực vật có hoa trong họ Cúc. Loài này được (Baker) H.Rob. mô tả khoa học đầu tiên năm 1987.